# Burg Rauhaus
Die Burg Rauhaus ist eine abgegangene hochmittelalterliche Adelsburg der Edelherren von Hürnheim über dem ehemaligen Kloster Christgarten im Kartäusertal bei Nördlingen im Bayerisch-Schwäbischen Landkreis Donau-Ries in Bayern. 
Der Burgstall ist jederzeit frei zugänglich.

## Geografische Lage
Die ehemalige Spornburg liegt in der Gemeinde Ederheim, etwa 2,5 Kilometer südwestlich von Hürnheim auf der Thannhalde, einem nach Südosten gerichteten Ausläufer des Blankensteines auf etwa 540 Metern Höhe in Hangspornlage. Sie befindet sich circa 50 Meter über dem ehemaligen Kloster Christgarten und dem Zusammenfluss zweier Bäche in den Forellenbach.
In der Nähe befinden sich noch zahlreiche weitere Befestigungen: auf der gegenüberliegenden Talseite eine Halbrundschanze auf dem Mühlberg, ein großer Ringwall auf dem Weiherberg, am Ausgang des Kartäusertales liegt die Burgruine Hochhaus und ihr gegenüber die Wallanlage Hagburg, eine frühmittelalterliche Befestigungsanlage, und die Burgruine Niederhaus.

## Geschichte
Im Jahr 1238 wird die Burg Rauhaus erstmals als „castrum“ im Besitz der Edelfreien Familie von Hürnheim-Rauhaus, einer Seitenlinie der Herren von Hürnheim mit ihrem Stammsitz Burg Niederhaus, erwähnt. Erbaut wurde sie vermutlich um oder kurz nach dem Jahr 1200. Bereits kurz vor 1262 wanderte die Familie von der Burg Rauhaus auf die von ihnen erworbene Burg Katzenstein ab. Dort ist dieser Zweig 1419 mit Georg von Hürnheim-Rauhaus-Katzenstein erloschen. Die Burg Rauhaus wurde wohl nach dem Abwandern der Burgherren spätestens Ende des 13. Jahrhunderts aufgelassen und verfiel langsam. Teile der Vorburg sind auf der Westseite einem Hangrutsch zum Opfer gefallen. Heute liegt der Burgstall inmitten eines privaten Wildgeheges und trägt die Denkmalnummer D-7-7228-0017.

## Beschreibung
Die Burganlage liegt auf einem nach drei Seiten steil abfallenden Hangsporn und teilte sich in eine Vorburg im Nordwestteil und eine an der Spitze des Spornes gelegene Hauptburg. Sie war insgesamt etwa 230 Meter lang und 60 bis 120 Meter breit.
An der Nordwestseite der Burg schützte ein doppeltes Wallsystem von etwa 135 Meter Länge die Vorburg. Dieser Doppelwall ist noch bis zu 1,7 Meter hoch erhalten, und zog sich bogenförmig über den gesamten Sporn. Eine Walllücke in der Mitte ist ein moderner Wegdurchbruch.
Die Südwestflanke der pilzförmigen Vorburg ist, möglicherweise bereits im Hochmittelalter, abgerutscht, dort befand sich vermutlich vorher eine kleinere Vorburg. Vom westlichen Ende des Doppelwalles zieht sich ein 120 Meter langer zweiter Doppelwall innerhalb der Vorburg bogenförmig nach Südosten entlang und läuft einige Meter vor einem kurzen und 5 Meter tiefen Halsgraben aus. 
Die etwa 60 mal 60 Meter große Hauptburg teilte sich in eine Oberburg auf einem etwa 13 Meter hohen, künstlich aus dem Gelände herausgearbeiteten, ehemals quadratischen Erdkegel, und eine auf der West- bis Ostseite des Erdkegels gelegene, 10 bis 20 Meter breite Unterburg. 
Auf der etwa 28 mal 22 Meter großen Oberburg befand sich wohl ein 13 Meter breites und 15 bis 18 Meter langes Turmhaus, von dem noch Grundmauerspuren und Schuttriegel sichtbar sind.
Ob der Turmhügel nachträglich in eine ältere Burganlage eingefügt wurde oder die Vorburg zeitgleich mit der Hauptburg entstand, kann nicht mit Sicherheit entschieden werden. Das Tor scheint nordwestlich vor dem Turmhügel gelegen zu haben. Im Osten ist diese Terrasse nur etwa zwei Meter breit und ermöglicht den Zugang zur Vorburg.